# Chambre des représentants de l'Ohio
Capitole de l'État de l'Ohio, Colombus
La Chambre des représentants de l'Ohio (en anglais : Ohio House of Representatives) est la chambre basse de l'Assemblée générale de l'Ohio, l'organe législatif de l'État américain de l'Ohio.

## Fonctionnement
La Chambre des représentants comprend 99 membres élus au scrutin uninominal majoritaire à un tour dans autant de circonscriptions que de sièges à pourvoir, pour un mandat de deux ans. Les représentants sont limités à un maximum de quatre mandats consécutifs.

## Siège
Initialement installée dans la ville de Chillicothe, la Chambre des représentants de l'Ohio siège au Capitole de l'État de l'Ohio, situé à Colombus depuis 1816.